# Funkabwehr
Funkabwehr byla rádiová kontrarozvědka nacistického Německa za druhé světové války. Byla to jedna ze součástí Abwehru, německé vojenské rozvědky.

## Úkoly funkabwehru
Úkolem funkabwehru bylo pořizování informací o nepovolených (ilegálních) radiostanicích vysílajících na území Německa a jím okupovaných států. Mezi další její úkoly patřilo zjišťování jejich polohy, volacích znaků, kmitočtů, doby relací, polohy protistanic, způsobu provozu a způsobu šifrování. Zachycené zprávy, které se podařilo dešifrovat byly následně předávány gestapu. 

## Organizace funkabwehru
Hlavní centrála funkabwehru byla v Berlíně – Špandavě. Páteří této organizace byly velké monitorovací centrály propojené s dislokovanými pracovišti, které tvořily dohromady síť stacionárních zaměřovačů. Tyto zaměřovače byly během druhé světové války rozmístěny v Berlíně, Norimberku, Kielu, Lipsku, Gdaňsku, Augšpurku a Brestu. Na okupovaných územích byly dislokovány a působily rádiové jednotky pořádkové policie. Ty spadaly pod pluk Pořádkové policie. Ten byl zodpovědný jak za provoz velkých monitorovacích centrál, tak i za organizaci, výcvik a výstroj výše zmíněných rádiových jednotek.

## Historie do druhé světové války
Historie německé rádiové služby spadá již do období první světové války. Už tehdy byl monitorován rádiový provoz armád protivníka, provádělo se dešifrování zpráv a lokalizace polohy vysílačů. Podle umístění vysílačů se pak usuzovalo na rozmístění armád protivníka a ze změn pozice vysílačů i na změny dislokace armád nepřátel. Technické prostředky rádiové služby používané v první světové válce se používaly ještě ve třicátých letech dvacátého století.
Na činnost vysílačů provozovaných v Německu dohlížel od roku 1922 "Telegraphen-technische Reichsamt". Ten kontroloval dodržování technických parametrů vysílačů jakož i provozní kázeň operátorů. V roce 1928 byl zřízen úřad "Reichspost-Zentralamt", který disponoval oddělením rádiového dozoru. Toto oddělení bylo v roce 1934 vybaveno šesti kontrolními středisky. Za druhé světové války bylo posíleno dalšími třemi centrálními a padesáti místními středisky.
Pátráním po nepovolených vysílačích rozmístěných na území Německa se nejprve zabývala armáda. Při velitelství wehrmachtu fungovalo "Wehrmacht-Nachrichten-Verbindungen" s oddělením "Funkwesen". Pro dohledávání a zaměřování vysílačů byla zbudována monitorovací střediska, síť stacionárních zaměřovačů a pohyblivé roty.
V roce 1937 přijatý zákon stanovoval odpovědnost za pátrání po nelegálních vysílačích Hlavnímu úřadu pořádkové policie. Ten byl pod přímou kontrolou Říšského bezpečnostního hlavního úřadu (RSHA) respektive jeho oddělení "B-Funkdienst". To mělo za úkol pozorovat nepřátelské zpravodajské služby. Za rádiovou bezpečnost území pod vojenskou správou odpovídala nadále armáda.

## Technické prostředky

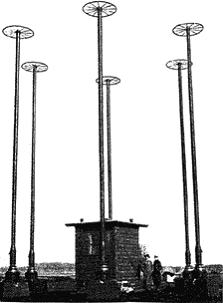
Pozemní pracoviště sítě zaměřovačů ADCOCK.

- Stacionární zaměřování používalo síť zaměřovačů adcock.[2][p 1]
- Mobilní zaměřování bylo doménou rádiových vozů. Ty byly osazeny směrovými rámovými anténami, monitorovacími přijímači a vlastní spojovou technikou, která rádiovému vozu umožňovala "on-line" spojení s monitorovací centrálou (přijímacím střediskem, které bylo vybaveno i záznamovým zařízením).[2]
- Dále se používaly monitorovací osobní automobily se skrytě vestavěnými rámovými zaměřovači.[2]
- Arzenál byl doplněn chodci v terénu, kteří byli vybaveni nenápadnými opaskovými zaměřovači. Opaskové zaměřovače se upevňovaly pod oděv na břicho nebo prsa chodce. Síla přijímaného signálu byla indikována měřicím přístrojem ve tvaru silně připomínajícím náramkové hodinky. Hlídku pěších pátračů (kteří disponovali i vlastním "on-line" spojením s mobilním radiovozem) tvořil obvykle jeden pátrač a zatýkající příslušník gestapa.[2]
- V některých případech se zaměřovací mobilní rádiová souprava umístila do letounu, který byl schopen monitorovat radiový provoz při přeletech nad rozsáhlejším vytipovaným územím.